# Estancia

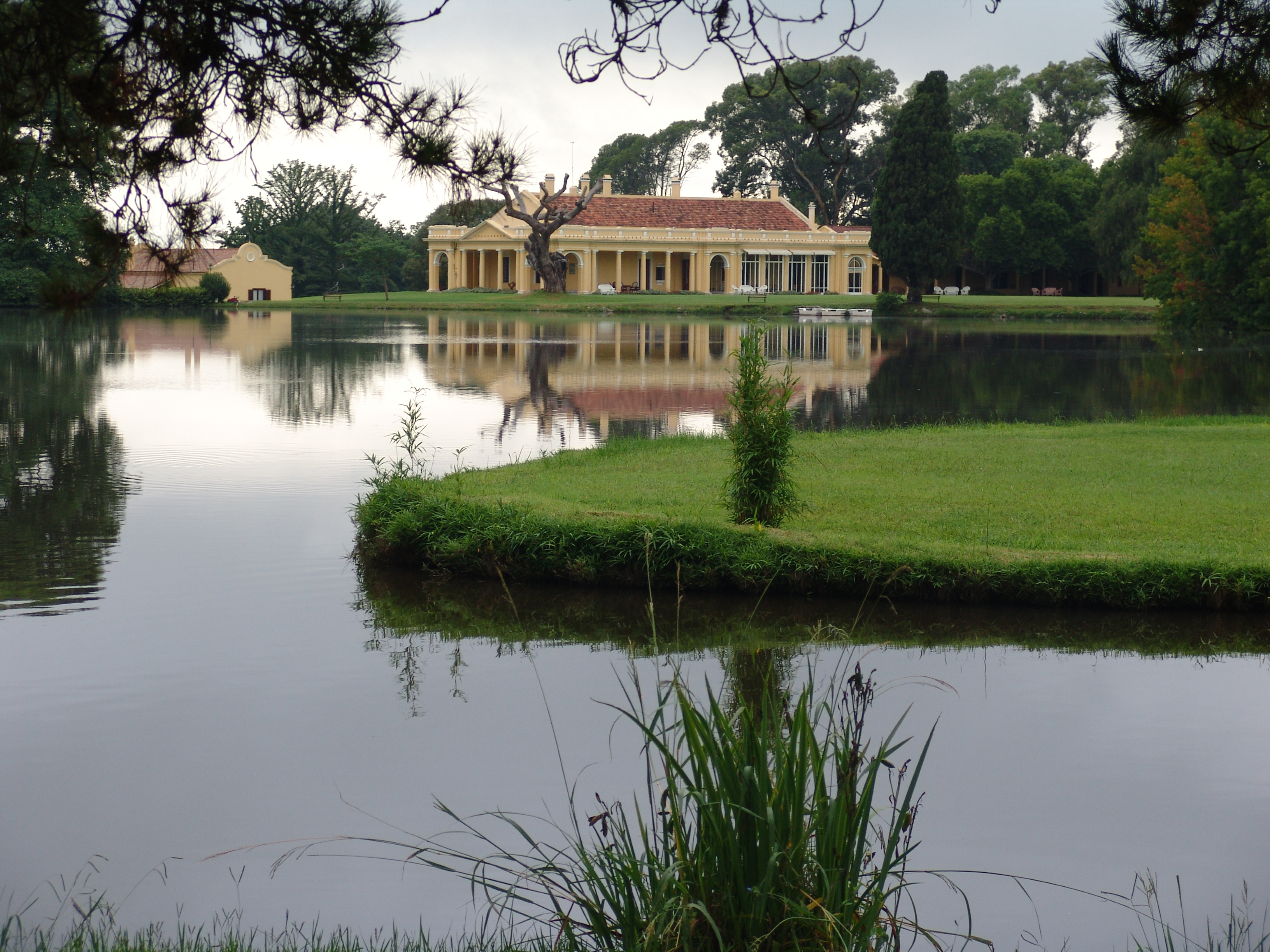
Estancia La Paz, situada cerca de Córdoba.

El significado de estancia varía un poco dependiendo de la localidad o país. En el Cono Sur, incluido Argentina, Bolivia, Brasil, Chile, Paraguay y Uruguay, estancia se refiere a un gran establecimiento rural, especialmente al destinado a la cría extensiva de hacienda vacuna, ovina y de caballos, criados a pasto y al aire libre todo el año. Se caracteriza por la existencia de, al menos, un «casco», es decir, de un centro edilicio, generalmente dentro de un área arbolada y parquizada —y, por consiguiente, excluida de la superficie productiva— que incluye viviendas y otros edificios para distintos usos.
En la región pampeana la mayor parte de ellas contiene:
- al menos una vivienda grande para el dueño y para la administración de la producción;
- otras viviendas menores para el personal establecido allí con su familia;
- una o más materas, nombre que se da a la habitación destinada para que el personal sin familia desayune —casi excluyentemente tomar mate, de allí su nombre—, prepare y coma en común las dos comidas diarias —que pueden ser un asado o diversos guisos y pucheros— y que, por consiguiente, es el principal punto de socialización entre los paisanos de una misma estancia; el nombre de matera se extiende también a las habitaciones del personal "conchabado", es decir que hace "changas" y que no forma parte del personal fijo de la estancia, sino que es contratado de acuerdo a las necesidades productivas de cada época del año;
- uno o varios edificios destinados a guardar enseres, insumos y productos agrícolas y ganaderos, que se llaman invariablemente galpones;
- otros edificios, como silos, establos, caballerizas o haras y bodegas.

Las estancias de la Patagonia se diferencian por la presencia en cada uno de un enorme galpón, mucho más grande que las viviendas, destinado a la esquila de las ovejas.

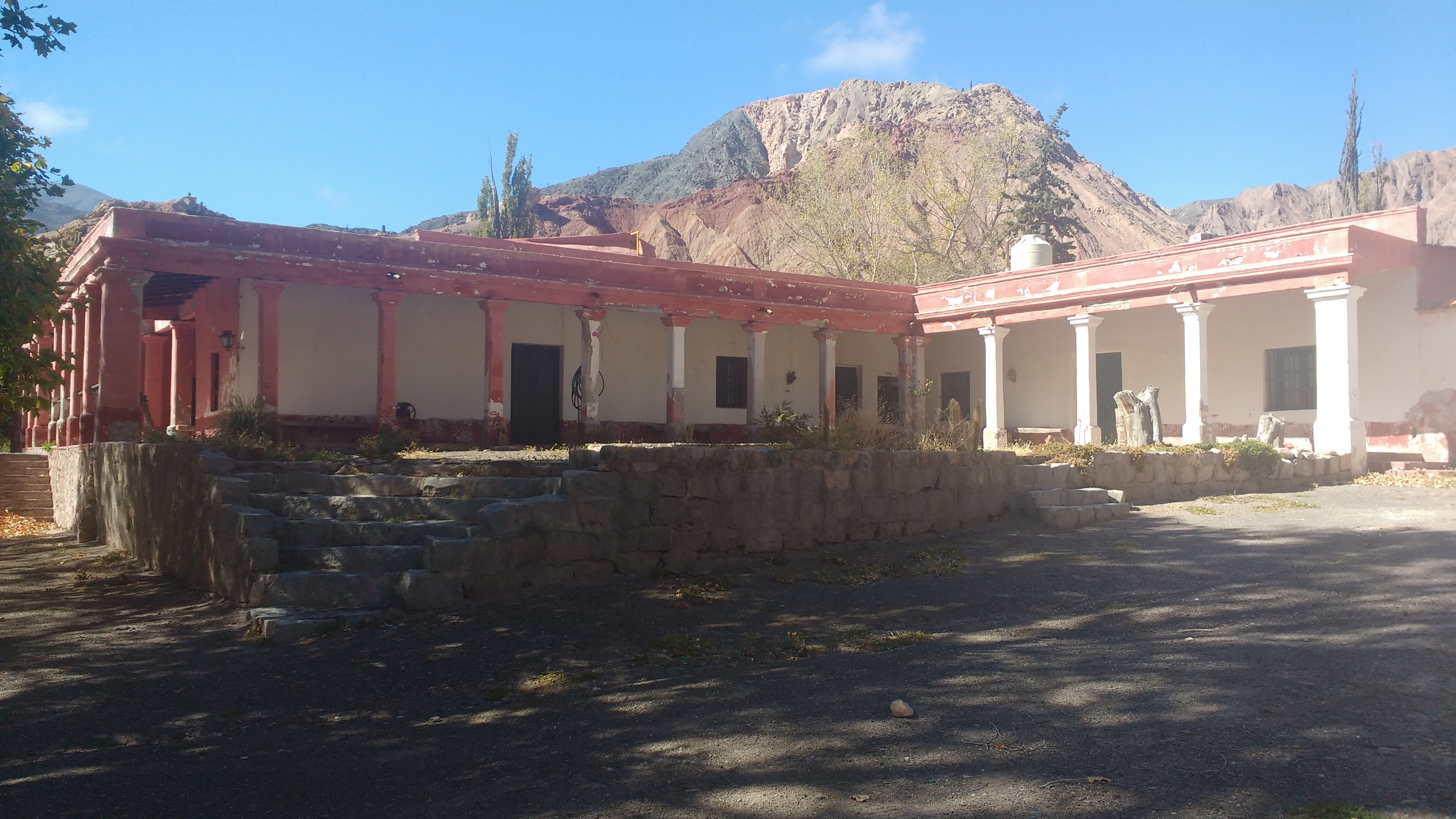
Estancia en Ingeniero Maury, Quebrada del Toro (Salta)

En ocasiones —dependiendo de su tamaño—, la propiedad se divide en puestos. Este tipo de establecimiento rural surgió a lo largo del siglo XVII, cuando el ganado cimarrón comenzó a escasear por sobreexplotación y en cambio grandes cantidades del mismo se establecieron en puntos fijos. En parte, el mismo proceso tuvo lugar en las Misiones Orientales y en la Reducción de Yapeyú, y los jesuitas lideraron la formación de establecimientos muy extensos y con cascos complejos, que luego fueron imitando los ganaderos. En este aspecto tiene algunas semejanzas, pero también sus diferencias, con la hacienda mexicana o española, con la «fazenda» brasileña y con el rancho del oeste estadounidense.
En Puerto Rico, sin embargo, una estancia era una finca donde se cultivaban «frutos menores», es decir, frutos para la venta y el consumo local, dentro del país. 
Durante la época colonial española esta denominación se usó para establecer el lugar que servía de asentamiento —por ejemplo, campamento— para los conquistadores.

## Por países

### En Argentina

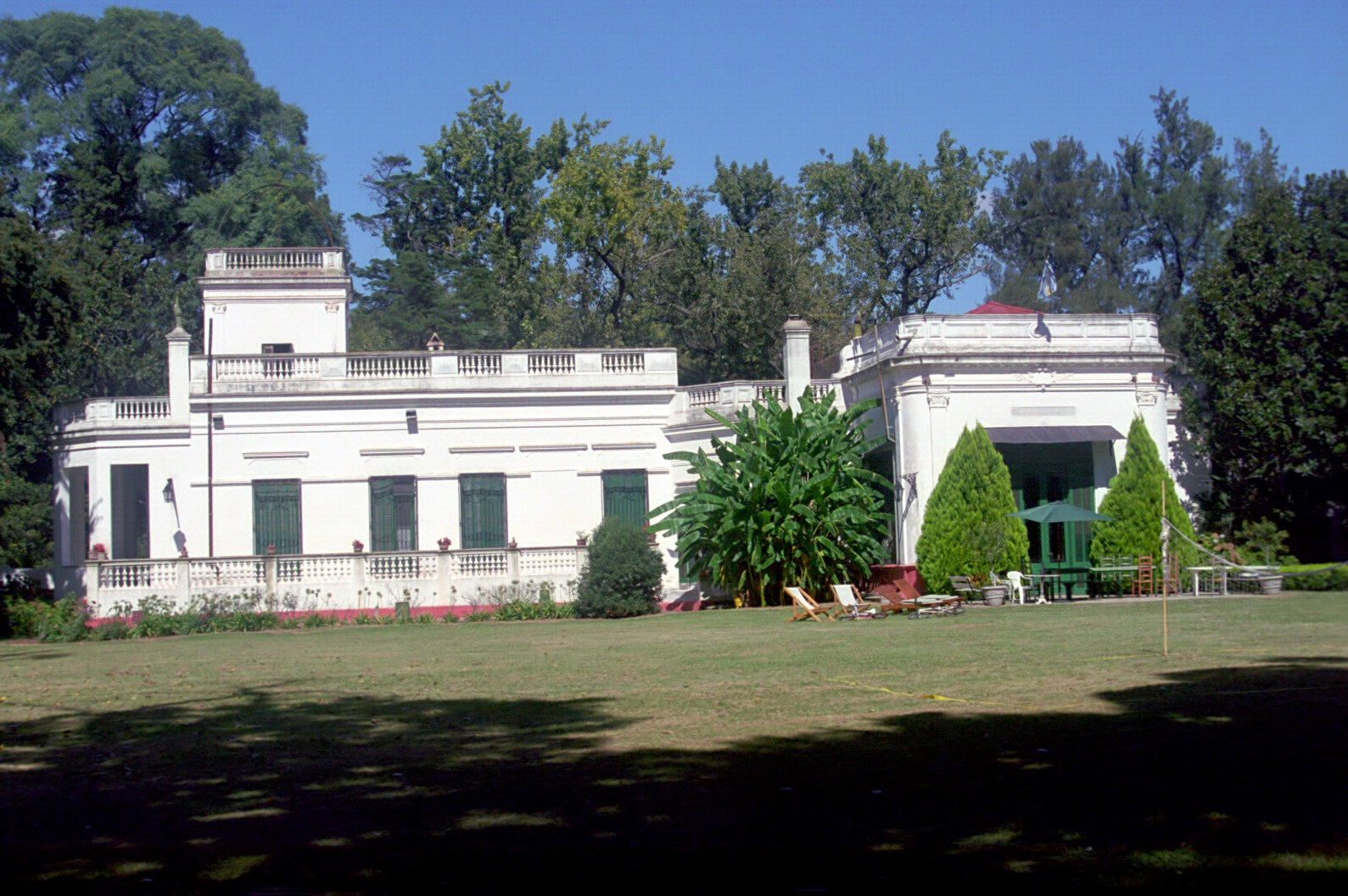
Casco de la Estancia La Oriental, en Junín, Provincia de Buenos Aires

Desde la llegada de los exploradores europeos, estos fueron recompensados con encomienda de indios y mercedes de tierras. Con ellas fueron agraciados tanto los acompañantes de Juan Núñez de Prado en su entrada al Tucumán que tuvo por corolario la fundación de Santiago del Estero, como los de don Pedro de Mendoza tras la fundación de la Asunción, como así también quienes acompañaron a Juan de Garay en las sucesivas fundaciones a lo largo de los ríos de la cuenca del Plata, y quienes protagonizaron fundaciones a todo lo largo y ancho del dilatado noroeste argentino, región que en aquellos tiempos era conocida como el Tucumán. Las mercedes de tierras eran de variada naturaleza y se denominaban suertes. Así, existieron suertes de chácaras, luego llamadas chacras, y suertes de estancias. Estas suertes eran concesiones reales, pues la tierra de los Reinos de Indias se reputaban realengas, conforme habían sido adjudicadas al rey de Castilla —aunque no al Reino de Castilla— por las bulas alejandrinas. Los conquistadores y colonizadores las reputaron como premio o pago, y de allí proviene el término «pagos», que luego dará nombre a la región en la que se asientan las dichas mercedes de tierras.
La suertes de chacras se destinaban a la agricultura, mientras que las suertes de estancias se destinaban a la ganadería, razón por la cual siempre se procuraba que unas y otras estuviesen divididas por cursos de agua que la hacienda difícilmente pudiese trasponer, y en consecuencia no pisoteasen lo sembradíos.
Esas estancias de grandes dimensiones transmitida su propiedad de generación en generación han dado origen en el noroeste argentino a la conformación de una aristocracia criolla terrateniente, tal el caso de las familias santiagueñas de la llamada «nobleza choyana» nucleadas en San Pedro de Choya, como los Espeche y los Gómez. También en el litoral se constituyeron esos núcleos terratenientes, como en el caso de Santa Fe, integrado por unas pocas familias, los Echagüe y Andía, los Fernández Montiel, los Arias Montiel, los Vera Mujica, los Maciel.
En la hoy Provincia de Buenos Aires las estancias se mantuvieron concentradas sobre la ribera de los ríos Paraná y de la Plata. Como la gobernación de la Nueva Andalucía adjudicada a don Pedro de Mendoza se extendía desde el océano Pacífico al Atlántico, pero hacia el sur concluía en el paralelo 35°S, las suertes de estancias adjudicadas a los primeros pobladores de Buenos Aires no transgredieron ese límite. Al sur de ese límite habitaban las tribus tehuelches o patagones y la gobernación de esas tierras, también de océano a océano, en las que se situaba la Trapalanda y la Ciudad de los Césares, fueron adjudicadas al noble gallego-portugués Simón de Alcazaba y Sotomayor. 

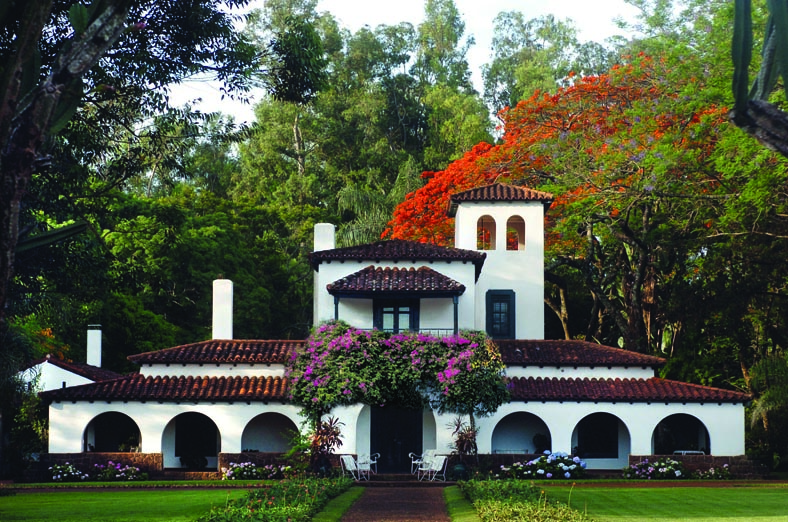
Estancia Las Marias, Provincia de Corrientes

Sin embargo, el avance de tribus mapuches o araucanas sobre territorio tehuelche pone en contacto a castellanos y mapuches, y ese contacto no será pacífico. Las autoridades virreinales disponen la creación de una línea defensiva de fortines y hacia 1779 se funda el Fuerte de Chascomús, origen de la ciudad de Chascomús, ya al sur del paralelo de 35°S, y donde ya se encontraban establecidas estancias pioneras que constituían núcleos de población sedentaria en medio de la inmensidad de la Pampa, como La Alameda, de la familia Girado, precisamente en la costa de la misma laguna de Chascomús. Otro caso paradigmático, algo posterior, es la estancia Miraflores fundada por Francisco Hermógenes Ramos Mejía, aún más hacia el sur, en la laguna Kakel Huincul. Es en esta región sudoriental de la Provincia de Buenos Aires donde cobrará ímpetu la explotación ganadera y de allí surgirá la burguesía terrateniente en Argentina y sus emblemáticas estancias argentinas, muchas de las cuales surgirán de la Ley de Enfiteusis durante la presidencia de Bernardino Rivadavia, tales como la Estancia San Juan, establecida sobre una enfiteusis que en origen se extendía sobre una superficie de 250.000 hectáreas. 
Luego ha pasado a designar a un establecimiento rural de hacendados y a la finca o «casco» de tal establecimiento.
En el siglo XVII el vocablo estancia señalaba importantes extensiones de tierras concedidas en propiedad a un sujeto, una familia o una orden religiosa. Durante el siglo XIX algunas empresas también comenzaron a ser poseedoras de estancias. De este modo, estancia pasó a ser casi sinónimo de latifundio en Argentina.
En el siglo XXI, la estancia, si bien todavía conserva su tradicional significado de gran extensión de tierra -en la mayoría de los establecimientos reducida debido principalmente a las leyes de herencia, se la vincula a las producciones agrícola-ganaderas junto al mantenimiento de las tradiciones gauchas. En la cartografía los cascos de estancia suelen identificarse con la sigla Ea.

#### Turismo de estancias
El Turismo Rural de Estancias se inició durante la década de 1970, y desde entonces se ha expandido por todo del país. Esta modalidad tiene diversos programas y categorías, en algunos casos se ofrece, junto con el alojamiento, diversas actividades tradicionales: algunas deportivas como la práctica de polo, la pesca o la caza y otras de exhibición como una fiesta gaucha que incluye espectáculos folclóricos, carreras cuadreras, o doma.

### En Tierra del Fuego

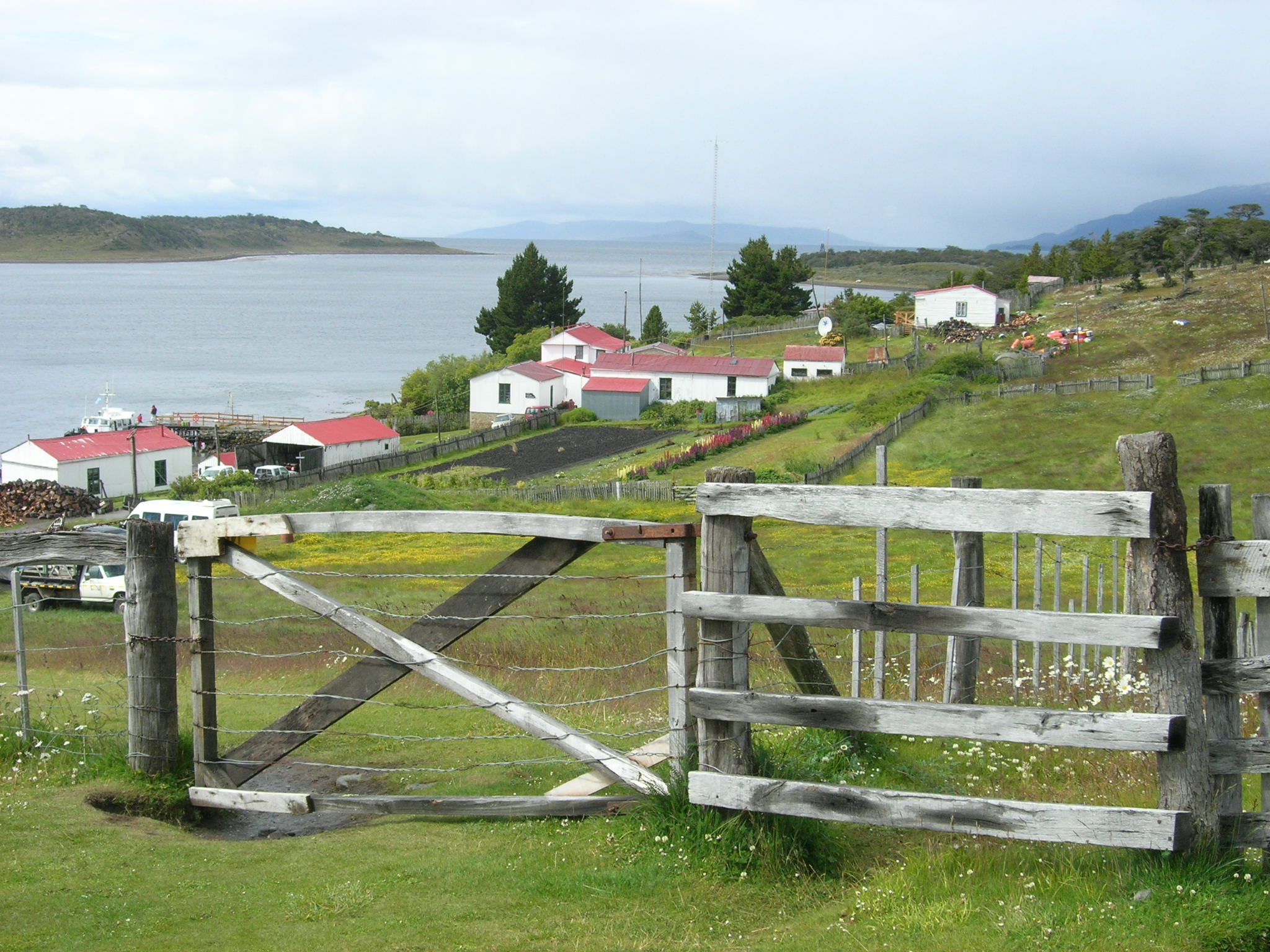
Estancia Harberton, Tierra del Fuego

Las estancias fueron concesiones de enormes terrenos ubicados en la Isla Grande de Tierra del Fuego hechas por los gobiernos de Argentina y Chile a fines del siglo XIX con el fin de fomentar la soberanía mediante la explotación ganadera de la zona.
Las estancias eran asentamientos rurales con un poblado, secciones, puestos, caminos y pequeños atracaderos, construidos para permitir la crianza comercial de ovejas para la producción de lana, carne y sus derivados. Los más grandes llegaron a albergar, durante la época de esquila de ovejas, a más de un centenar de trabajadores.
Las principales estancias fueron:
- Estancia Gente Grande, fundada en 1885
- Estancia Springhill, fundada en 1890
- Estancia Caleta Josefina, fundada en 1894
- Estancia San Sebastián, fundada en 1895
- Estancia Bahía Felipe, fundada en 1896
- Estancia Cameron, fundada en 1904
- Estancia Vicuña, fundada en 1915

### En Puerto Rico
Una estancia, durante los tiempos coloniales españoles en Puerto Rico (1508-1898), era una porción de tierra dedicada al cultivo de «frutos menores». Es decir, el fruto de los cultivos en tales fincas se producía en cantidades relativamente pequeñas y, por lo tanto, no para venta al por mayor ni para exportaciones, sino para venta y consumo local. Algunos de estos «frutos menores» eran guineos, plátanos, naranjas, aguacates, toronjas y algodón. Además, la unidad agrícola conocida como estancia no procesaba tales frutos para la producción de jugos, néctares, mermeladas, harinas, etc. Una finca que producía cultivos y que además también los procesaba, con equipo de maquinaria industrial, para la venta al por mayor y para la exportación no se le llamaba estancia, sino que se le denominaba «hacienda». La mayoría de las haciendas en Puerto Rico producían caña de azúcar o café, los cuales eran los cultivos procesados en granos o harinas para la exportación. Algunas estancias eran más grandes que algunas haciendas, pero generalmente este no era el caso.